# Hendrick Thibault
Pour les articles homonymes, voir Thibault.
Hendrick Thibault (1604 - 25 décembre 1667) est un homme politique zélandais qui participe activement aux institutions de Middelbourg, de la province de Zélande et aux États généraux (en néerlandaisStaten-Generaal) des Provinces-Unies au XVIIe siècle.

## Biographie
Issu d'une riche famille marchande flamande, il fait son entrée dans la fonction publique en tant qu'échevin (schepen) de Middelbourg, alors la plus influente ville de Zélande, en 1633. En 1648 il est élu maire (burgemeester) de la ville, défi qu'il relève à six reprises durant sa carrière. Il est aussi appelé à représenter Middelbourg aux États de Zélande (provinciaux) ainsi qu'aux États généraux comme pensionnaire de ladite province. Il est à l'origine d'une dynastie patricienne de régents zélandais qui influe sur la vie politique provinciale jusqu'au XVIIIe siècle. C'est cette faction qui appuie plus volontiers les Républicains (Provinces-Unies) de Johan de Witt contre les velléités des Orangistes gravitant autour de Guillaume III d'Orange-Nassau et des partisans du piétisme de la Réformation continuée calviniste.